# غزالة (الدقهلية)
قرية غزالة هي إحدى القرى التابعة لمركز السنبلاوين في محافظة الدقهلية في جمهورية مصر العربية. حسب إحصاءات سنة 2006، بلغ إجمالي السكان في غزالة 10478 نسمة، منهم 5286 رجل و5192 امرأة.